# Ramses V
Ramses V var en fornegyptisk farao av Egyptens tjugonde dynasti. Hans regeringstid inföll från 1145/1144 till 1142/1140 f.Kr. Ramses V begravdes i KV9 i Konungarnas dal där senare även Ramses VI begravdes. Både Ramses V och Ramses VI:s mumier flyttades senare till KV35.